# Thomas F. Budinger
Thomas Francis Budinger (* 25. Oktober 1932 in Evanston, Illinois)  ist ein US-amerikanischer Medizinphysiker.
Budinger erhielt seinen Bachelor-Abschluss in Chemie 1954 vom Regis College in Colorado (und arbeitete 1954 als analytischer Chemiker in der Industrie) und 1957 einen Master-Abschluss in Ozeanographie von der University of Washington in Seattle, an der er bis 1966 als Ozeanograph forschte. Zusätzlich studierte er Medizin an der University of Colorado mit dem M. D.-Abschluss 1964, einer Internship am Peter Bent Brigham Hospital in Boston, anschließender Tätigkeit zunächst als Physiker und dann als Mediziner am Lawrence Livermore Laboratory (1966/67), Lawrence Berkeley National Laboratory und Donner Laboratory und der Promotion in Medizinphysik an der University of California, Berkeley, 1971. Er war seit 1976 Professor an der University of California, Berkeley und leitet am Lawrence Berkeley Lab die Abteilung Nuclear Medicine and Functional Imaging. Zusätzlich war er ab 1984 Professor an der University of California, San Francisco, wo er die Abteilung Bioingenieurwesen leitet und Direktor des Magnetic Resonance Science Center war.
Er befasste sich unter anderem mit Kernspinresonanz in der Medizin und Positronenemissionstomografie einschließlich Instrumentenentwicklung und mathematischer Methoden, Biomonitoring, Kardiologie, Bildverarbeitung, biomedizinischer Elektronik.
1989 erhielt er den Ernst Jung-Preis. Er ist Mitglied des Institute of Medicine der National Academy of Sciences, der New York Academy of Sciences und der National Academy of Engineering (1996).